# Drosophila balteata
Drosophila balteata este o specie de muște din genul Drosophila, familia Drosophilidae, descrisă de Ernst Evald Bergroth în anul 1894. Conform Catalogue of Life specia Drosophila balteata nu are subspecii cunoscute.